# Pediobius lonchaeae
Pediobius lonchaeae är en stekelart som beskrevs av Burks 1966. Pediobius lonchaeae ingår i släktet Pediobius och familjen finglanssteklar. Inga underarter finns listade i Catalogue of Life.